# زلفانه
زلفانه (به عربی: زلفانة) یک شهرداری در الجزایر است که در ناحیه زلفانه واقع شده‌است. زلفانه ۱۰٬۱۶۱ نفر جمعیت دارد و ۳۵۸ متر بالاتر از سطح دریا واقع شده‌است.